# Weiherbach (Menach)
Der Weiherbach ist ein etwa zwei Kilometer langer Bach im Landkreis Straubing-Bogen in Niederbayern und letzter linker Zufluss der Menach.

## Verlauf
Vom Quellgebiet, einer Waldklinge im Norden von Kleinlintach, fließt er zuerst parallel zur Kreisstraße SR 71 in Richtung Südwest bis Brandlberg, ab dort in Richtung Nordwest, am nordöstlichen Rand der Bebauung von Furth entlang, wo er dann in die von rechts kommende Menach mündet. Der Weiherbach fließt ausschließlich auf Gebiet der Stadt Bogen.